# Friendship (condado de Fond du Lac, Wisconsin)
Friendship es un pueblo ubicado en el condado de Fond du Lac en el estado estadounidense de Wisconsin. En el Censo de 2010 tenía una población de 2.675 habitantes y una densidad poblacional de 30,18 personas por km².

## Geografía
Friendship se encuentra ubicado en las coordenadas 43°51′9″N 88°28′6″O / 43.85250, -88.46833. Según la Oficina del Censo de los Estados Unidos, Friendship tiene una superficie total de 88.62 km², de la cual 42.89 km² corresponden a tierra firme y (51.6%) 45.73 km² es agua.

## Demografía
Según el censo de 2010, había 2.675 personas residiendo en Friendship. La densidad de población era de 30,18 hab./km². De los 2.675 habitantes, Friendship estaba compuesto por el 97.01% blancos, el 0.3% eran afroamericanos, el 0.37% eran amerindios, el 0.56% eran asiáticos, el 0.04% eran isleños del Pacífico, el 0.64% eran de otras razas y el 1.08% pertenecían a dos o más razas. Del total de la población el 3.48% eran hispanos o latinos de cualquier raza.